# Busycon pulleyi
Busycon pulleyi är en snäckart som beskrevs av Hollister 1958. Busycon pulleyi ingår i släktet Busycon och familjen Melongenidae. Inga underarter finns listade i Catalogue of Life.